# Pont mobile défensif
Pour les articles homonymes, voir Pont mobile (homonymie).
La fonction d'un pont mobile défensif est de permettre ou d'interdire à volonté le passage au-dessus du fossé de fortification d'un canal ou d'une rivière.

## Fonction
Le fossé, sec, en eau et plus tard antichar, entourant la plupart des places fortes doit nécessairement être franchi par un pont.
Un arbre couché en travers d'un ravin ou d'une rivière, que l'on fait basculer après son franchissement, une simple passerelle de bois rapidement escamotée ou détruite en cas de danger sont les premiers ponts mobiles défensifs.

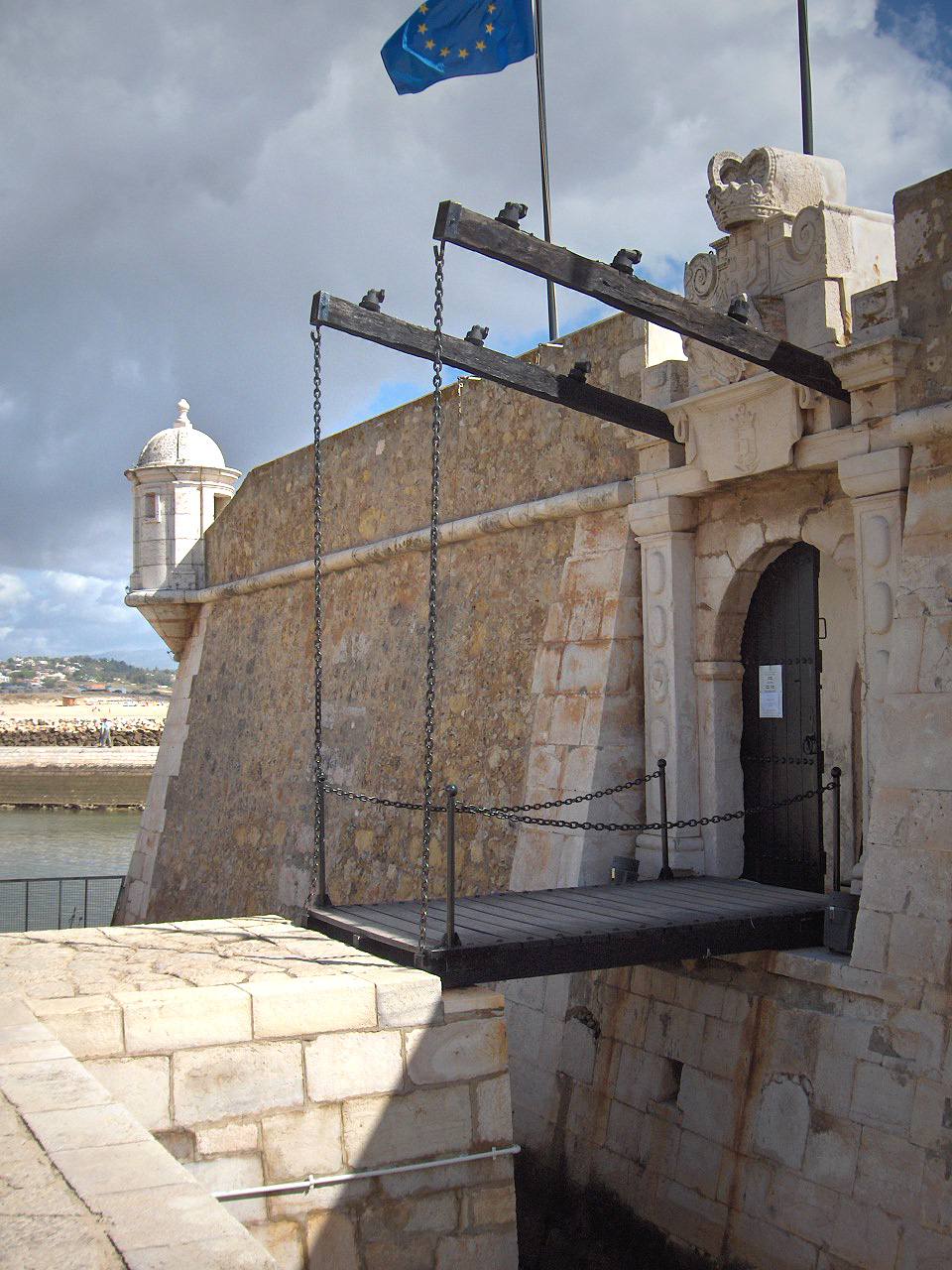
Pont-levis à flèches de bois et à chaines. fort de Ponta da Bandeira à Lagos au Portugal

## Historique
En fortification, le pont mobile étant dépendant du fossé. Son existence remonte au début du XIVe siècle car avant cette date le fossé ne fait pas partie des règles des fortifications.

Le premier pont mobile défensif connu est le pont à tablier escamotable du château de Carcassonne datant de 1120.
Faisant suite aux ponts escamotables, on employa souvent les ponts ou passerelles roulant sur des longrines (particulièrement dans les provinces méridionales). Ce système qui était courant en Italie au XVe siècle était chaudement recommandé par Giorgio Martini. Léonard de Vinci est également l'inventeur de l'un de ces modèles.
 Après avoir été abandonné, le pont mobile défensif refait son apparition dans la seconde moitié du XIXe siècle dans les fortifications de Séré de Rivière.
Le pont mobile médiéval défensif type est le pont-levis à bascule au-dessus dont l'extrémité extérieure du tablier est reliée par des chaînes à une ou deux pièces de bois en bascule appelées flèches. L'équilibre est obtenu par un contre-poids placé à l'arrière de la flèche. Les flèches sont parfois abandonnées, le contrepoids étant porté par le tablier lui-même, la traction s'effectuant toujours par des chaînes.
Les ponts-levis sont souvent doublés d'une passerelle levante réservée aux piétons, à une seule chaîne.
Parfois[Où ?][Quand ?], le pont levis est reporté à une certaine hauteur au-dessus du sol, de façon à le rendre seulement accessible par une rampe qui est supprimée en cas d'attaque.
Les ponts mobiles basculants, en dessous ou au-dessus, tentèrent de pallier les inconvénients des ponts-levis en supprimant les flèches et les chaînes. Pour ce faire, soit l'arrière du tablier bascule dans une fosse ouverte sous l'entrée, soit le tablier bascule en avant dans le fossé.

## Différents types de ponts mobiles défensifs
Partant des modèles précédent, les ingénieurs militaires vont offrir à partir de 1697, de nombreux modèles de ponts-levis avec ou sans contrepoids.

Ces systèmes peuvent être classés comme suit :
- Pont-levis à contrepoids constants et à distance constante entre le centre de gravité et l'axe de rotation :
  - Pont-levis sans flèche à bascule en dessous : Le tablier se relève; systèmes Milet, Filley, Emy, Tripier.
  - Pont-levis sans flèche à bascule au-dessus : Le tablier s'abaisse; systèmes Gallon, Burel, Berguesse.
  - Pont-levis à flèche : Le tablier se relève; systèmes Milet, Filley, Delisle, Duvignau.

- Pont-levis à transmission rigide, dont les contrepoids sont constants et la courbe directrice :
  - Systèmes Richerand, d'Obenheim, Ronmy.
  - Systèmes Belidor, Delille, Deveze.

- Pont-levis à transmission flexible :
  - Pont-levis à contrepoids variables et bras de levier constants; systèmes Poncelet, Deffeux, Gueze, Lacoste
  - Pont-levis à contrepoids constants et bras de levier variables; systèmes Derché, Deveze. Vers 1860 les ingénieurs introduiront le fer en plus du bois pour les tablier et les charpentes.

- Pont-levis sans contrepoids, système Ardagt-Pitter, avec des mises au point du capitaine Azibert[1]

- Un dernier système reprenant le principe de l'antique pont-roulant.